# Ardapy
Ardacco [arˈdapɨ] (tiếng Đức: Ardappen) là một ngôi làng thuộc khu hành chính của Gmina Bartoszyce, thuộc huyệnBartoszycki, Warmińsko-Mazurskie, ở phía bắc Ba Lan, gần biên giới với tỉnh Kaliningrad của Nga. Nó nằm khoảng 3 kilômét (2 mi) về phía tây nam của Bartoszyce và 53 km (33 mi) phía bắc thủ đô khu vực Olsztyn.
Trước năm 1945, khu vực này thuộc về Đức như một phần của Landkreis Bartenstein ở tỉnh Đông Phổ. Sau Thế chiến II, khu vực này bị chia cắt giữa Ba Lan và Liên Xô.